# Kalambe Turf Thane
Kalambe Turf Thane is een census town in het district Kolhapur van de Indiase staat Maharashtra. 

## Demografie
Volgens de Indiase volkstelling van 2001 wonen er 8691 mensen in Kalambe Turf Thane, waarvan 53% mannelijk en 47% vrouwelijk is. De plaats heeft een alfabetiseringsgraad van 71%. 